# Opere di Antonello Gagini
Elenco delle opere di Antonello Gagini divise per località e ubicazione.

## Sicilia

### Palermo
| Immagine | Titolo                                                            | Tipologia                                | Anno        | Ubicazione                                                   | Note |
| -------- | ----------------------------------------------------------------- | ---------------------------------------- | ----------- | ------------------------------------------------------------ | --- |
|          | Madonna del buon riposo                                           | statua marmorea                          | 1528        | Galleria regionale della Sicilia di Palazzo Abatellis        | proveniente dalla "Cappella di Santa Maria del Riposo" o "Cappella Ansaloni", manufatto marmoreo con monumenti funebri della cappella patrocinata dalla famiglia Ansaloni commissionata per disposizione di Scipione degli Ansaloni, barone di Castelluccio, esecutori testamentari la madre Caterina Ansaloni e il fratello Francesco Ansaloni, barone di Pettineo. Nonostante la morte repentina degli esecutori testamentari e le diatribe fra gli eredi, la complessa struttura è portata a termine secondo le volontà del committente. La custodia presenta alla base l'iscrizione delimitata dagli stemmi di casa Ansaloni e Del Campo. Due colonne scanalate con capitelli corinzi reggono un architrave, sovrastante la nicchia contenente la Santa Maria del Riposo, due putti decorano i pennacchi, altri quattro fanno corona nella calotta. Sul cornicione corre il rilievo dello Spirito Santo fra altrettanti angeli. La prospettiva si chiude con dieci figure di Patriarchi in atto di venerazione. Opere documentate nella chiesa di Santa Maria dello Spasimo di Palermo. - 1573, Dopo il trasferimento della Congregazione olivetana gran parte della monumentale struttura è trasferita nell'abside minore destra della chiesa del Santo Spirito. - 1745 - 1747, Col definitivo trasferimento è realizzata una copia del simulacro da collocare nella chiesa di San Giorgio in Kemonia mentre l'originale e la custodia sono trasferite nella Galleria regionale della Sicilia di Palazzo Abatellis. |
|          | Ritratto di giovinetto già come San Vito                          | busto marmoreo                           | XVI secolo  | Galleria regionale della Sicilia di Palazzo Abatellis        | proveniente dalla Chiesa di San Vito, Palermo. |
|          | Annunciazione                                                     | Lastra marmorea                          | XVI secolo  | Galleria regionale della Sicilia di Palazzo Abatellis        | proveniente dalla Chiesa di Santa Cita, Palermo. |
|          | San Michele Arcangelo                                             | statua marmorea                          | XVI secolo  | Galleria regionale della Sicilia di Palazzo Abatellis        | proveniente dal Collegio Massimo dei Gesuiti, Palermo (varie ubicazioni). Opera realizzata per il Palazzo Ventimiglia al Cassaro, nel cui angolo o cantonale è documentata sino al 1586. |
|          | Lastra di tabernacolo                                             | Lastra marmorea con tracce di doratura   | XVI secolo  | Galleria regionale della Sicilia di Palazzo Abatellis        | |
|          | Madonna col bambino                                               | Lastra marmorea                          | XVI secolo  | Galleria regionale della Sicilia di Palazzo Abatellis        | proveniente dal Convento di Santa Maria di Gesù, Palermo. |
|          | Madonna col bambino                                               | Lastra marmorea                          | XVI secolo  | Galleria regionale della Sicilia di Palazzo Abatellis        | |
|          | Madonna col bambino                                               | Lastra marmorea                          | XVI secolo  | Galleria regionale della Sicilia di Palazzo Abatellis        | |
|          | Madonna della neve                                                | statua marmorea                          | 1516        | Galleria regionale della Sicilia di Palazzo Abatellis        | proveniente dalla Chiesa di Santa Maria delle Grazie, Palermo. |
|          | Madonna di Corleone                                               | statua marmorea                          | XVI secolo  | Galleria regionale della Sicilia di Palazzo Abatellis        | proveniente dal Monastero della Maddalena, Corleone. |
|          | Madonna della Scala                                               | statua marmorea                          | 1503        | Cattedrale Metropolitana della Santa Vergine Maria Assunta   | opera scolpita durante la permanenza a Messina. |
|          | Sarcofago funerario                                               | manufatto marmoreo                       | 1511        | Cattedrale Metropolitana della Santa Vergine Maria Assunta   | monumento funebre dell'arcivescovo Giovanni Paternò. |
|          | Cappella Afflitto                                                 | manufatto marmoreo                       | 1535        | Cattedrale Metropolitana della Santa Vergine Maria Assunta   | opera eseguita in collaborazione col figlio Fazio Gagini. Documentata presso la penultima cappella del lato destro, la seconda della navata sinistra per l'osservatore, denominata Cappella dell'Assunta o Cappella della Trapassione di Maria o Cappella Afflito, fondazione e patrocinio della famiglia Afflitto. L'altare commissionato fu smantellato per far posto alla Cappella di San Mamiliano nel 1663, il basamento trasferito nella parete del braccio meridionale del transetto, gli ornati furono dispersi. |
|          | Ciborio                                                           | manufatto marmoreo                       | 1510        | Cattedrale Metropolitana della Santa Vergine Maria Assunta   | commissionato dall'arcivescovo palermitano Giovanni Paternò per la Cappella del Sacramento, la mensa del primitivo altare oggi è sormontata dalla sontuosa custodia di lapislazzuli. |
|          | San Luca Evangelista                                              | statua marmorea                          |             | Cattedrale Metropolitana della Santa Vergine Maria Assunta   | portico meridionale |
|          | Cappella del Crocifisso                                           | manufatti marmorei                       |             | Cattedrale Metropolitana della Santa Vergine Maria Assunta   | realizzati con la collaborazione di Giacomo, Fazio e Vincenzo Gagini documentati e in seguito disassemblati. |
|          | Tribuna e Arco                                                    | manufatti marmorei dedicati a Santa Cita | 1504 - 1517 | Chiesa di Santa Cita                                         | [ 12 ] |
|          | Sarcofago funerario e Cappella Scirotta                           | manufatto marmoreo                       | 1526        | Chiesa di Santa Cita                                         | monumento funebre commissionato da Antonio Scirotta † 1526, opera caratterizzata dalle raffigurazioni di Sant'Antonio tentato dal diavolo e San Geronimo penitente, nella lunetta in alto la Vergine con bambino fra angeli. Opere recuperate e riassemblate nella cappelletta laterale lato vangelo. |
|          | Arco e Cappella Platamone                                         | manufatto marmoreo                       | 1519 - 1527 | Chiesa di Santa Cita                                         | monumento funebre commissionato da Antonino Platamone, barone di Risichillia, e Caterina Cardona Platamone Alagona, opera caratterizzata da arco istoriato con re e patriarchi dell'albero di Jesse, lo scudo apicale con la Vergine Maria in rilievo, medaglioni di Ottaviano Augusto e della Sibilla Cumana, gli stemmi della famiglia Platamone - Alagona - Cardona, collocato nella Cappella Platamone. Portale d'accesso alla cappella con custodia, tabernacolo e statua di Sant'Eustachio con rilievi sul piedistallo del Martirio di Sant'Eustachio, Battesimo di Sant'Eustachio, Orazione nella spelonca. Le opere scampate alla riedificazione sono presenti nella seconda cappella sinistra contigua alla Cappella del Rosario. |
|          | Sant'Eustachio Martire                                            | statua marmorea                          | 1521        | Chiesa di Santa Cita                                         | |
|          | Sarcofago                                                         | manufatto marmoreo                       | 1526        | Chiesa di Santa Cita                                         | monumento funebre nella cappella gentilizia di San Geronimo di Geronimo Scirotta con raffigurazione della Madonna con bambino nella lunetta, Sant'Antonio di Padova e San Geronimo Penitente. |
|          | Sarcofago                                                         | manufatto marmoreo                       | 1526        | Chiesa di Santa Cita                                         | monumento funebre commissionato dalla famiglia Corbera con riproduzione del Risorto sul sepolcro fra guardie pretoriane. Opera in seguito documentata nella Cappella di Santa Maria Maddalena, recuperata e riassemblata nella cappella laterale sinistra. |
|          | Sarcofago                                                         | manufatto marmoreo                       | XVI secolo  | Chiesa di Santa Cita                                         | commissione di monumento funebre per Lorenzo Selvaggio. |
|          | Sarcofago                                                         | manufatto marmoreo                       | 1524        | Chiesa di Santa Cita                                         | commissione di monumento funebre per Blasco Lancia. Al presente solo una cassa sepolcrale proveniente dalla primitiva chiesa è pervenuta nell'attuale tempio. |
|          | Sarcofago e Cappella Branciforti                                  | manufatto marmoreo                       | 1524        | Chiesa di Santa Cita                                         | commissione di monumento funebre per donna Frisina Branciforti, caratterizzato dalla raffigurazione della Beata Vergine del Salterio o del Rosario sedente con San Domenico e altre figure di personaggi dell'Ordine domenicano da una parte, dall'altra il Papa, l'Imperatore Carlo V e il seguito dei notabili, aristocratici ed ecclesiastici, tutt'intorno i quindici misteri del rosario. |
|          | Tribuna ed arco di Santa Cita                                     | manufatti marmorei                       | 1516        | Chiesa di Santa Cita                                         | Opere collocate nell'abside dietro l'altare maggiore, provenienti dalla preesistente chiesa di Santa Cita. Sulle paraste laterali dell'arco sono incastonate dieci formelle istoriate con figure di santi dell'Ordine dei frati predicatori, rispettivamente due Pontefici, due Cardinali, due Vescovi, due livelli con due Frati ciascuno, tutte in atteggiamento meditativo durante la lettura delle Sacre Scritture. Alla base due coppie di putti con stemmi della famiglia Diana nei basamenti, nell'intradosso otto scene riproducenti Storie di Santa Cita, due medaglioni con i busti di San Tommaso d'Aquino e San Pietro Martire nei pennacchi e una trabeazione istoriata con le figure degli Evangelisti con i loro animali simbolici. Nei cassettoni della tribuna in stile rinascimentale sono raffigurati: gli Apostoli attorno al ciborio, la Natività di Gesù fra la Vergine Maria e San Giuseppe, ai lati le figure di Sant'Agata e Sant'Oliva. La scena della Morte di Santa Cita fra le statue di San Domenico di Guzman e San Vincenzo Ferreri, nella lunetta superiore la figura del Padreterno fra angeli. |
|          | Balaustre                                                         | manufatti marmorei                       | 1525        | Chiesa di Santa Cita                                         | |
|          | Sepolcro                                                          | manufatto marmoreo                       | 1522c       | Chiesa di Santa Cita                                         | monumento funebre commissionato da Francesco Zuppetta per il fratello Giovanni Zuppetta † 1522, opera caratterizzata dal rilievo Cristo libera le anime dei Santi Padri dal Limbo. Il bassorilievo è documentato nella Cappella di Santa Maria Maddalena. |
|          | Tribuna della Cattedrale di Palermo                               |                                          | 1510 - 1574 | Museo diocesano di Palermo                                   | Monumentale aggregato marmoreo completato con la collaborazione dei figli Antonino, Giacomo e Vincenzo. Disassemblata nel 1797. Le statue, fregi, paraste, altorilievi sono stati ricollocati in tutti gli ambienti della cattedrale. La ricostruzione in scala 1:10 della Tribuna, realizzata nel 2000 dal Prof. Rizzuti presso la sua Cattedra di Scultura all'Accademia di belle arti di Palermo. |
|          | Arco di Santa Cristina                                            | manufatto marmoreo                       | 1490 - 1501 | Museo diocesano di Palermo                                   | collaborazione di Gabriele di Battista, Domenico, Fazio e Vincenzo Gagini. Le formelle in bassorilievo dell'arco della Cappella di Santa Cristina con storie della patrona Santa Cristina trasforma in polvere l'icona di Apollo, commissionato nel 1477 (all'epoca Santa Cristina era protettrice della città di Palermo), disassemblate per l'intervento di Ferdinando Fuga e provenienti dalla cattedrale metropolitana della Santa Vergine Maria Assunta sono custodite nel Museo diocesano di Palermo. |
|          | Santa Restituta d'Africa                                          | statua marmorea                          | 1535        | Museo diocesano di Palermo                                   | con la collaborazione del figlio Giacomo consegnata nel 1557, opera destinata alla chiesa del Monastero di Santa Chiara di Palermo. |
|          | Cappella dei Genovesi (nell'immagine Arco di San Ranieri di Pisa) | Cappella                                 | 1519 - 1526 | Chiesa di San Francesco d'Assisi                             | In concomitanza dell'ultimo intervento di restauro del XX secolo è seguito il riassemblaggio dell'"Altare di San Giorgio", dell'altorilievo "San Giorgio, la Principessa e il drago", dell'"Arco di San Ranieri di Pisa" realizzato da Gabriele di Battista costituendo l'attuale "Cappella di San Giorgio" che riunisce in un'unica Cappella i capolavori commissionati dalle comunità Pisana e Genovese presenti a Palermo in epoca rinascimentale. |
|          | Altare di San Giorgio                                             | altorilievo marmoreo                     | 1519 - 1526 | Chiesa di San Francesco d'Assisi                             | Realizzato per la Cappella dei Genovesi oggi è collocato nella navata destra. |
|          | San Giorgio, la Principessa e il drago                            | altorilievo marmoreo                     | 1519 - 1526 | Chiesa di San Francesco d'Assisi                             | Realizzato per abbellire l'Altare di San Giorgio nella Cappella dei Genovesi oggi è collocato nella navata destra. |
|          | San Giovanni Battista                                             | busto in terracotta                      | XVI secolo  | Chiesa di San Francesco d'Assisi                             | opera custodita nella Cappella di San Giovanni Battista già primitiva Cappella Gentilizia Riggio. |
|          | Sarcofago                                                         | manufatto marmoreo                       | XVI secolo  | Chiesa di San Francesco d'Assisi                             | monumento funebre per Caterina Cardona della famiglia Platamone, opera documentata nella Cappella dei Genovesi odierna Cappella di San Giorgio. |
|          | Sarcofago                                                         | manufatto marmoreo                       | 1516        | Chiesa di San Francesco d'Assisi                             | monumento funebre commissionato per il banchiere Domenico Besadone, opera custodita nel chiostro della chiesa. |
|          | Sarcofago                                                         | manufatto marmoreo                       | 1515        | Chiesa di San Francesco d'Assisi                             | commissione di monumento funebre per Francesco Bologna, esponente della famiglia Bologna, opere custodite nella Cappella Bologna. |
|          | Altare e Cappella Cangialosi                                      | manufatto marmoreo                       | XVI secolo  | Chiesa di San Francesco d'Assisi                             | monumento funebre del giureconsulto Giangiacomo Cangialosi, ubicato a destra rispetto alla controfacciata accanto al portale d'ingresso, addossato alla prima colonna e alla pila dell'acqua santa (corrispondente alla navata sinistra per il visitatore) |
|          | Chiesa di Santa Maria di Porto Salvo                              | edificio                                 | 1524        | Chiesa di Santa Maria di Porto Salvo                         | luogo di culto ubicato alla Kalsa. |
|          | Fontana della Doganella                                           | manufatto marmoreo                       | 1526        | Chiesa di Santa Maria di Porto Salvo                         | opera ubicata presso il prospetto settentrionale della chiesa. |
|          | Fontana                                                           | fonte marmorea                           | XVI secolo  | Palazzo Castrone - Santa Ninfa                               | opera rappresentante il mito di Perseo e Andromeda. |
|          | "Natività" e "Adorazione dei Magi"                                | bassorilievi                             | XVI secolo  | Chiesa di Santa Maria della Catena                           | capitelli delle colonne, portali d'ingresso e le statue di Santa Margherita, Santa Ninfa, Santa Barbara, Santa Oliva in collaborazione con il figlio Vincenzo Gagini. |
|          | San Giovanni Battista                                             | statua marmorea                          | 1510        | Chiesa di San Giovanni Battista di Baida                     | commissionata e recante lo stemma dell'arcivescovo palermitano Giovanni Paternò. |
|          | Madonna di Trapani                                                | statua marmorea                          | XVI secolo  | Chiesa di San Giuseppe dei Teatini                           | |
|          | Altare sepolcrale                                                 | manufatto marmoreo                       | 1520        | Chiesa di San Domenico                                       | monumento funebre commissionato da Giacomo Maddalena, segretario regio, per la Cappella Maddalena. Opera documentata nel primitivo edificio addossato alle colonne. |
|          | Santa Caterina d'Alessandria                                      | statua marmorea                          | 1527        | Chiesa di San Domenico                                       | opera decorativa per la Cappella Maddalena commissionata da Giacomo Maddalena, segretario regio. Opera documentata sulla mensa dell'altare addossato alle colonne del primitivo tempio. Con la riedificazione del 1636 la scultura è stata posizionata in una cappella della navata sinistra. |
|          | Santa Barbara                                                     | statua marmorea                          | 1533        | Chiesa di San Domenico                                       | attribuzione, opera prima collocata nella cappella eponima con ingresso dal chiostro, Il simulacro risulta custodito nel perimetro del tempio dal 1730. Gioacchino Di Marzo e Antonino Mongitore, in base alle descrizioni documentali, ravvisano analogie con l'opera commissionata ad Antonello nel 1533 e destinata inizialmente alla cappella eponima, poi Cappella Cangialosi, del giureconsulto Giangiacomo Cangialosi, della chiesa di San Francesco d'Assisi. |
|          | San Giuseppe                                                      | statua marmorea                          | XVI secolo  | Chiesa di San Domenico                                       | |
|          | Sepolcro                                                          | manufatto marmoreo                       | 1526        | Chiesa di San Domenico                                       | monumento funebre commissionato da Antonino Settimo, barone di Sambuca, per il fratello defunto Giovanni Luigi Settimo, per la Cappella Settimo. Opera documentata prima della riedificazione del 1640. |
|          | Madonna con Bambino                                               | statua marmorea                          | 1516        | Chiesa di Santa Maria delle Grazie o delle Ree Pentite       | |
|          | Crocifisso                                                        | mistura di cartapesta                    | 1529        | Chiesa di Santa Caterina                                     | |
|          | Santa Caterina d'Alessandria                                      | statua marmorea                          | 1529        | Chiesa di Santa Caterina                                     | opera proveniente dalla dismessa cona documentata nel monastero. |
|          | Crocifisso                                                        | mistura di cartapesta                    | 1529        | Chiesa di Santa Caterina                                     | |
|          | Sarcofago                                                         | manufatto marmoreo                       | 1517        | Chiesa di Santa Maria degli Angeli detta «La Gancia»         | commissione di monumento funebre con raffigurazione di "Cristo salva i Patriarchi dal Limbo" per Lorenzo Selvaggio documentato presso l'altare di San Diego d'Alcalá. Alla distruzione scampò un frammento d'opera oggi incastonato nella facciata settentrionale a sinistra del portale d'ingresso. Opera documentata nella Chiesa di Santa Maria degli Angeli detta «della Gancia» di Palermo. |
|          | Pergamo                                                           | manufatto marmoreo                       | 1517        | Chiesa di Santa Maria degli Angeli detta «La Gancia»         | attribuzione d'opera con raffigurazioni del Cristo Risorto, degli Evangelisti e lo stemma della città di Palermo. |
|          | Bassorilievo                                                      | manufatto marmoreo                       | 1519        | Chiesa di Santa Maria degli Angeli detta «La Gancia»         | documentazione commissione per Giuliano Castellano con raffigurazione di Sant'Anna, Maria Vergine, San Giuseppe e San Giovanni Evangelista, lapide sepolcrale per monumento funebre. |
|          | Madonna della Consolazione                                        | statua marmorea                          | 1535        | Chiesa del monastero di Santa Maria delle Grazie             | in collaborazione col figlio Giacomo, con raffigurazioni di Sant'Antonio di Padova, Sant'Alberto, della Vergine Annunciata e dell'Angelo Annunciante. |
|          | Altare dello Spasimo                                              | manufatto marmoreo                       | 1517        | chiesa di Santa Maria di Monte Oliveto detta «dello Spasimo» | La parte strutturale costituita da elaborate colonne con decorazioni a tralci vegetali, l'architrave, il fregio con motivi vegetali, il timpano contenente un rilievo con raffinata decorazione a grottesca, sei tondi laterali coi mezzi busti in rilievo di Profeti (eliminati nella rimodulazione di Casa Professa), scene raffiguranti la Passione di Gesù con particolare riguardo ai personaggi del Cireneo e Ponzio Pilato. - 1573, Trasferimento presso la Cappella del Santissimo Sacramento della chiesa del Santo Spirito detta «del Vespro» di Palermo. - 1782, Rimodulazione dello scultore Giosuè Durante, sono eliminati i sei tondi laterali con i rilievi dei Profeti, sono aggiunte le paraste laterali decorate a grottesca, serie di cornici attorno al rilievo del Marabitti con motivi fitoformi e zoomorfi, maschere, delfini arabeschi, fascia scolpita a riquadri, fregio tra le basi delle colonne e due elementi a completare l'altare in basso. La parte sotto la mensa dell'altare è modificata da Angelo Italia. Risistemazione presente nella Cappella di San Luigi Gonzaga della Chiesa del Gesù di Palermo. - 1928, Disassemblaggio e dislocazione dei componenti presso il Museo archeologico regionale Antonio Salinas e nella sede della Compagnia di Gesù di villa San Cataldo dei principi Galletti, sede adibita a noviziato e liceo per i giovani studenti gesuiti della provincia religiosa di Sicilia e successivamente in Seminario per le Missioni Estere di Bagheria. - XXI secolo, Attualmente l'altare si trova in parte a Bagheria e nei magazzini di Santa Maria dello Spasimo in attesa del definitivo progetto di rimontaggio. |
|          | Sarcofagi                                                         | manufatti marmorei                       | XVI secolo  | chiesa di Santa Maria di Monte Oliveto detta «dello Spasimo» | monumenti funebri nella cappella gentilizia della famiglia Basilico. |
|          | Cappella Alliata                                                  | manufatto marmoreo                       | 1517 - 1524 | Chiesa di Santa Maria di Gesù                                | commissione di monumento funebre di Andreotta Alliata, barone di Villafranca, per Antonio Alliata † 1512. L'opera è costituita da arco, pilastri con architrave, fregi e stemma della famiglia Alliata, opera custodita nella chiesa di Santa Maria di Gesù di Palermo. |
|          | Santa Caterina d'Alessandria                                      | statua in marmo di Carrara               | 1521        | Chiesa del Carmine Maggiore                                  | con fregio dell'Ordine Carmelitano, opera custodita nella Cappella di Santa Caterina d'Alessandria. |
|          | Acquasantiera                                                     | manufatto marmoreo                       | 1521        | Chiesa del Carmine Maggiore                                  | |
|          | San Michele Arcangelo                                             | altorilievo in terracotta                | 1521        | Chiesa di San Michele Arcangelo                              | commissione verosimilmente effettuata per la chiesa di San Michele documentata presso il Ponte dell'Ammiraglio. |
|          | Cona                                                              | manufatto marmoreo                       | 1534        | Monastero di Santa Caterina al Cassaro                       | con la statua di Santa Caterina d'Alessandria fra San Domenico e San Tommaso d'Aquino, otto raffigurazioni di Vita della Santa, lo stemma della famiglia Bologna, di detta opera documentata esiste al presente solo la statua della titolare custodita nel tempio. |
|          | Sarcofago                                                         | manufatto marmoreo                       | 1533        | Chiesa di San Francesco di Paola                             | monumento funebre nella cappella gentilizia dei D'Andrea con raffigurazioni di San Girolamo penitente e terracotta con l'effigie di Geronimo D'Andrea. |
|          | Sarcofago                                                         | manufatto marmoreo                       | 1536        | Chiesa di San Francesco di Paola                             | monumento funebre nella cappella gentilizia di Giangiacomo Cangialosi. |
|          | Sepolcro                                                          | manufatto marmoreo                       | XVI secolo  | Chiesa di San Francesco di Paola                             | monumento funebre della nobildonna Giovanna de' Caravellis. |
|          | Santa Barbara                                                     | statua marmorea                          | 1533        | Chiesa di San Francesco di Paola                             | custodita nella cappella gentilizia di Giangiacomo Cangialosi fino al 1730. Detta statua data per dispersa, mostra per descrizione di particolari notevoli somiglianze con la medesima presente nella chiesa di San Domenico di Palermo. |
|          | Bassorilievi                                                      | manufatti marmorei                       | XVI secolo  | Chiesa di San Francesco di Paola                             | raffiguranti scene di vita di Santa Caterina d'Alessandria. |
|          | Frontespizio                                                      | manufatto marmoreo                       | 1536        | Chiesa di San Francesco di Paola                             | opera in collaborazione col figlio Giacomo Gagini raffigurante la Madonna delle Grazie, Sant'Oliva e San Francesco di Paola, il figlio porta a termine le statue di San Benedetto e della Madonna della Consolazione sbozzate dal genitore l'anno precedente. Opere documentate per la primitiva chiesa di Santa Oliva, Chiesa di San Francesco di Paola di Palermo. |
|          | Fonte battesimale                                                 | manufatto marmoreo                       | 1531        | chiesa di San Giacomo la Marina                              | attribuzione per stile. Presenta un tondo istoriato raffigurante il Battesimo di Gesù. |
|          | Tabernacolo per Sacramento                                        | manufatto marmoreo                       | 1531        | chiesa del Monastero di Santa Chiara                         | opera disassemblata anticamente custodita nell'altare maggiore del Sacramento. |
|          | San Giacomo Apostolo                                              | statua marmorea                          | 1523        | chiesa di San Giacomo la Mazzara                             | commissione incompiuta e portata a termine dal figlio Giacomo |
|          | Scudo                                                             | manufatto marmoreo                       | 1528        | chiesa di San Giovanni alla Guilla                           | inserito nell'architrave del portale in pietra di Termini opera di Tommaso de Chino, commissioni per fra Piero Baylim, cavaliere gerosolimitano. |

### Provincia di Palermo
| Immagine | Titolo                              | Tipologia                      | Anno       | Città                 | Ubicazione                                                                       | Note |
| -------- | ----------------------------------- | ------------------------------ | ---------- | --------------------- | -------------------------------------------------------------------------------- | --- |
|          | Madonna con Bambino                 | statua marmorea                | 1516       | Caccamo               | Chiesa di Santa Maria degli Angeli (Caccamo) del convento dell'Ordine domenicano | [ 65 ] |
|          | Madonna con Bambino                 | statua marmorea                | 1520       | Castelbuono           | Chiesa di Maria Santissima Assunta                                               | Attribuzione per stile in assenza di documentazione certa. «"SIMON ET HENRICVS GARBO FRATES FIERI FECERVNT AN. D. MDXX."»                                                                                                  |
|          | Madonna con Bambino                 | statua marmorea                | XVI secolo | Castronovo di Sicilia | Duomo della Santissima Trinità                                                   | opera censita e già documentata nella chiesa dell'abolito convento dell'Annunziata successivamente trasferita. |
|          | Ciborio                             | manufatto marmoreo             | XVI secolo | Castronovo di Sicilia | Duomo della Santissima Trinità                                                   | |
|          | Fonte battesimale                   | manufatto marmoreo             | XVI secolo | Castronovo di Sicilia | Duomo della Santissima Trinità                                                   | attribuzione per stile |
|          | San Pietro                          | statua marmorea                | XVI secolo | Castronovo di Sicilia | Duomo della Santissima Trinità                                                   | attribuzione per stile, opera proveniente dalla chiesa di San Pietro |
|          | Madonna con bambino                 | statua marmorea                | 1533       | Cefalù                | Cattedrale del Santissimo Salvatore                                              | sul basamento Dormienza di Maria bassorilievo ed effigi del committente Filippo Serio e della moglie. |
|          | Crocifisso                          | mistura di cartapesta          | 1521       | Ciminna               | Chiesa di San Francesco d'Assisi                                                 | manufatto documentato in sacrestia. |
|          | Custodia Sacramentale               | manufatto marmoreo con ciborio | 1522       | Ciminna               | chiesa di San Domenico del convento dell'Ordine domenicano                       | altorilievo della Pietà formata da Gesù Cristo, dalla Madonna e da San Giovanni evangelista. Alla base il ciborio fra angeli genuflessi con l'iscrizione Tantum ergo sacramentum sormontati dalla figura del Padre Eterno. |
|          | Madonna di Loreto                   | statua marmorea                | 1532       | Ciminna               | chiesa di San Domenico del convento dell'Ordine domenicano                       | attribuzione per stile in assenza di documentazione certa. Nel piedistallo in rilievo una Natività di Gesù e l'iscrizione del committente: «"IONI DI ADAMV FIERI FECIT MDXXXII. S. MARIA DI LORITV."»                      |
|          | Santa Lucia                         | statua marmorea                | XVI secolo | Collesano             | duomo antico di Santa Maria                                                      | |
|          | Madonna con bambino                 | statua marmorea                | XVI secolo | Collesano             | duomo antico di Santa Maria                                                      | |
|          | Battesimo di Gesù                   | rilievo marmoreo               | 1512       | Corleone              | duomo di San Martino                                                             | attribuzione per stile, opera custodita nella Cappella del Battistero |
|          | Polittico                           | altorilievi marmorei           | XVI secolo | Geraci Siculo         | chiesa di San Bartolomeo                                                         | |
|          | Madonna                             | statua marmorea                | 1534       | Gibilmanna            | santuario di Maria Santissima                                                    | |
|          | Custodia                            | manufatto marmoreo             | XVI secolo | Isnello               | duomo di San Nicolò                                                              | |
|          | Trittico                            | manufatti plastici             | 1528       | Monreale              | palazzo municipale di Monreale - Sala Rossa                                      | Madonna in trono con bambino, San Giuseppe e San Francesco di Paola, opere provenienti dal duomo di Monreale, temporaneamente custoditi nella Collegiata del Crocifisso di Monreale.                                       |
|          | Madonna dell'Udienza                | statua marmorea                | XVI secolo | Petralia Soprana      | Duomo dei Santissimi Apostoli Pietro e Paolo                                     | |
|          | Madonna con bambino                 | statua marmorea                | XVI secolo | Pollina               | duomo dei Santi Giovanni e Paolo                                                 | opera custodita nella navata destra |
|          | Cappella della Madonna della Grazia | manufatto marmoreo             | 1514       | Pollina               | duomo dei Santi Giovanni e Paolo                                                 | |
|          | Madonna della Grazia                | bassorilievo marmoreo          | 1514       | Pollina               | duomo dei Santi Giovanni e Paolo                                                 | |
|          | Custodia                            | manufatto marmoreo             | 1517       | Pollina               | duomo dei Santi Giovanni e Paolo                                                 | |
|          | Presepe                             | gruppo scultoreo               | 1527       | Pollina               | duomo dei Santi Giovanni e Paolo                                                 | opera custodita nella Cappella del Sacramento |
|          | Maria Santissima col Bambino        | manufatto marmoreo             | XVI secolo | Prizzi                | chiesa di Sant'Antonio                                                           | |
|          | Fonte battesimale                   | manufatto marmoreo             | 1531       | San Mauro Castelverde | Chiesa di Santa Maria de' Francis                                                | |

### Agrigento e provincia
| Immagine | Titolo                        | Tipologia          | Anno               | Città              | Ubicazione                                      | Note |
| -------- | ----------------------------- | ------------------ | ------------------ | ------------------ | ----------------------------------------------- | --- |
|          | San Vito                      | statua marmorea    | 1522               | Burgio             | chiesa di San Vito                              | commissionata per contratto della Confraternita di San Vito della chiesa di San Vito «"HOC OPVS FIERI FECIT CONFRATERNITAS S. VITI DE TERRA BVRGI M.D.XXII OP. ANTONII GAGINII PANHORMITÆ."»                              |
|          | Madonna delle Grazie          | statua marmorea    | 1534               | Caltabellotta      | chiesa del Convento del Carmine                 | opera custodita sull'altare maggiore |
|          | Custodia                      | manufatto marmoreo | 1534               | Caltabellotta      | chiesa del Convento del Carmine                 | in collaborazione col figlio Fazio opera documentata costituente il disassemblato altare maggiore della chiesa del Convento del Carmine                                                                                   |
|          | San Benedetto                 | statua marmorea    | 1535               | Caltabellotta      | basilica cattedrale di Maria Santissima Assunta | in collaborazione col figlio Giacomo con raffigurazioni di San Calogero e San Pellegrino, opera proveniente dalla chiesa di San Benedetto 1783, custodita nella chiesa di Santa Maria di Valverde dell'Ordine benedettino |
|          | Madonna della Consolazione    | statua marmorea    | 1535               | Caltabellotta      | basilica cattedrale di Maria Santissima Assunta | in collaborazione col figlio Giacomo, opera proveniente dalla chiesa di San Benedetto 1783, custodita nella chiesa di Santa Maria di Valverde dell'Ordine benedettino                                                     |
|          | Madonna della Catena          | statua marmorea    | 1534 - 1536 - 1543 | Naro               | duomo di Maria Santissima Annunziata            | opera terminata dal figlio Giacomo, proveniente dall'antico duomo normanno |
|          | Sacra Famiglia                | gruppo scultoreo   | XVI secolo         | Naro               | duomo di Maria Santissima Annunziata            | opera della bottega dei Gagini |
|          | Arco                          | manufatto marmoreo | 1534 - 1536 - 1543 | Naro               | antico duomo normanno                           | per la custodia della Madonna della Catena con la raffigurazione di Sant'Agata con serafini, la Trinità, opera terminata dal figlio Giacomo                                                                               |
|          | Acquasantiera                 | manufatto marmoreo | XVI secolo         | Naro               | Santa Maria di Gesù                             | |
|          | Maria Santissima dell'Udienza | statua marmorea    | 1515 - 1530        | Sambuca di Sicilia | santuario di Maria Santissima dell'Udienza      | |
|          | San Calogero Eremita          | statua marmorea    | 1535               | Sciacca            | basilica santuario di San Calogero              | collocata posteriormente dal figlio Giacomo nel 1538 |
|          | Madonna del Soccorso          | statua marmorea    | 1535               | Sciacca            | chiesa di San Francesco d'Assisi                | collocata posteriormente dal figlio Giacomo nel 1538 |

### Catania e provincia
| Immagine | Titolo                                     | Tipologia                           | Anno        | Città                       | Ubicazione                                                                            | Note |
| -------- | ------------------------------------------ | ----------------------------------- | ----------- | --------------------------- | ------------------------------------------------------------------------------------- | --- |
|          | Madonna della Catena                       | statua marmorea                     | XVI secolo  | Adrano                      | chiesa della Madonna della Catena                                                     | Sul basamento ottagonale sono descritte altrettante scene della vita della Madonna |
|          | Acquasantiere                              | manufatti marmorei                  | 1525        | Acireale                    | cattedrale di Maria Santissima Annunziata                                             | |
|          | Madonna col Bambino o Madonna della Salute | statua marmorea                     | 1516        | Caltagirone                 | chiesa di San Bonaventura                                                             | Opera attualmente custodita nel Museo diocesano di Caltagirone. |
|          | Madonna del Monserrato                     | scultura marmorea                   | 1532        | Caltagirone                 | chiesa del Santissimo Salvatore                                                       | |
|          | Madonna della Catena o Santa Maria di Gesù | statua marmorea                     | 1538        | Caltagirone                 | chiesa di Santa Maria di Gesù                                                         | attribuzione unanime |
|          | Madonna con bambino                        | statua marmorea                     | 1500        | Catania                     | chiesa di Santa Maria di Gesù                                                         | con raffigurazioni nello scanello della Visitazione della Beata Vergine Maria, di San Francesco d'Assisi e Sant'Antonio di Padova. |
|          | Portale                                    | manufatto marmoreo                  | 1518 - 1519 | Catania                     | chiesa di Santa Maria di Gesù                                                         | manufatto marmoreo d'accesso alla Cappella Paternò - Castello costituito da pilastri e contropilastri scanalati d'ordine corinzio a sostegno di un architrave, con raffigurazione della Pietà rappresentata dalle mezze figure del Cristo morto fra la Vergine Maria e Santa Maria Maddalena. Le figure a tutto tondo di due Genietti reggono altrettanti stemmi del casato, il busto di Alvaro Paternò, oggi disperso, era incastonato nella nicchia meridionale. Sull'architrave ricorre l'iscrizione: «"STIRPE PATERNONVM SERIEQVE INSIGNIS EQVESTRI ALVARVS, EXIMIÆ CVI PROBITATIS HONOR TEMPLA DIV AC PATRIAM FOVIT VIVENSQVE SACELLVM HOC STATVIT PLACIDO PROSPICIENS CINERI M°. CCCCC°. XVIIII°."» |
|          | Madonna della Neve                         | statua marmorea                     | 1526        | Catania                     | chiesa di San Domenico                                                                | sul piedistallo sono presenti le raffigurazioni in bassorilievo della Madonna della Neve, Papa Liberio e il Patrizio Giovanni fra gli stemmi dell'Ordine domenicano. Opera custodita nel primo altare a sinistra della chiesa dell'abolito convento domenicano sotto il titolo di «Santa Maria la Grande», sive ad nives |
|          | Madonna di Loreto                          | statua marmorea                     | XVI secolo  | Linguaglossa                | chiesa di San Francesco di Paola                                                      | |
|          | Madonna con Bambino o Madonna del Carmelo  | scultura in pietra policroma        | XVI secolo  | Militello in Val di Catania | già nella chiesa di Sant'Antonio Abate, oggi in Santa Maria della Stella (sacrestia). | |
|          | Portale e Sculture                         | manufatto e ciclo lapideo policromo | 1506        | Militello in Val di Catania | chiesa di Santa Maria la Vetere                                                       | |
|          | Madonna col Bambino Gesù                   | scultura marmorea                   | XVI secolo  | Misterbianco                | duomo di Santa Maria delle Grazie                                                     | |
|          | Madonna della Catena                       | statua marmorea                     | XVI secolo  | Paternò                     | chiesa del Carmine                                                                    | |
|          | San Nicola di Bari                         | scultura marmorea                   | 1523        | Randazzo                    | chiesa di San Nicola di Bari                                                          | Figura sedente in trono con abiti pontificali. «"Opus Antonii Gagini Panormitae – MDXXIII –"» |
|          | Ciborio                                    | manufatto marmoreo e altare         | 1523 - 1535 | Randazzo                    | chiesa di San Nicola di Bari                                                          | Altare del Santissimo Crocifisso commissione incompiuta di Antonello Gagini e portata a termine dal figlio Giacomo Gagini |
|          | Dorsali                                    | manufatti marmorei                  | ?           | Randazzo                    | chiesa di San Nicola di Bari                                                          | Altare del Santissimo Sacramento raffigurazioni scene della Passione di Gesù e Gesù con i discepoli ad Emmaus. |
|          | Duomo                                      | architettura interna                | XVI secolo  | Trecastagni                 | chiesa di San Nicola di Bari                                                          | al primo progetto attribuito al padre Domenico Gagini, sostituì le colonne originariamente previste con più statici pilastri |
|          | Madonna delle Grazie o Madonna bianca      | statua marmorea                     | 1527        | Vizzini                     | chiesa di Santa Maria di Gesù                                                         | |

### Enna e provincia
| Immagine | Titolo                | Tipologia             | Anno        | Città           | Ubicazione                                    | Note |
| -------- | --------------------- | --------------------- | ----------- | --------------- | --------------------------------------------- | --- |
|          | Tribuna o Cona        |                       | 1515        | Assoro          | basilica di San Leone Taumaturgo              | La predella della "cona" è delimitata esternamente dalle raffigurazioni delle due scene d'oltretomba: Inferno a sinistra e Purgatorio a destra, chiude la prospettiva una stele intermedia sovrastante il lunettone sommitale, allegoria del Paradiso. Fra ricche decorazioni e delicate grottesche in rilievo, sono presenti i simboli iconografici dei quattro evangelisti, nell'ordine: aquila San Giovanni Evangelista, angelo San Matteo Evangelista, leone San Marco Evangelista, toro San Luca Evangelista. Nell'ordine superiore le statue a tutto tondo, rispettivamente San Leone Vescovo, San Leone II, San Benedetto di Norcia e San Placido martire. Al centro la statua raffigurante la Madonna Libera Inferni. Nei quattro riquadri altrettanti altorilievi di Santi e Sante in posizione seduta. Nel registro mediano due lunette con figure di santi delimitano le formelle delle terne sovrapposte recanti scene evangeliche ispirate alla Vita di Gesù, al centro la figura trionfale del Cristo Risorto. Nel terzo ordine candelabra e foglie d'acanto delimitano le raffigurazioni di due Sante Martiri Coronate, al centro una Vergine attorniata da Apostoli. |
|          | Crocifisso            | scultura              | XVI secolo  | Assoro          | basilica di San Leone Taumaturgo              | manufatto in mistura incastonato su supporto ligneo verosimilmente pervenuto in Assoro nel 1580 per volere della Confraternita dei nudi. Attribuzione del critico tedesco Hanno Walter Kruft. |
|          | Annunciazione         | sculture marmoree     | XVI secolo  | Calascibetta    | chiesa di Maria Santissima del Monte Carmelo  | |
|          | San Michele Arcangelo | statua marmorea       | 1506        | Nicosia         | chiesa di San Michele Arcangelo               | |
|          | Redentore             | trittico marmoreo     | 1510 - 1511 | Nicosia         | basilica cattedrale di San Nicolò             | raffigurante Gesù tra la Vergine Maria e San Giovanni Battista commissionato dalla "Confraternita di Santa Maria della Misericordia" per l'omonima chiesa |
|          | Fonte battesimale     | scultura in marmo     | XVI secolo  | Nicosia         | basilica cattedrale di San Nicolò             | con raffigurazioni di Adamo ed Eva nell'Eden |
|          | Paliotto altare       | bassorilievo in marmo | XVI secolo  | Nicosia         | basilica cattedrale di San Nicolò             | |
|          | Annunciazione         | gruppo marmoreo       | 1523 - 1525 | Nicosia         | santuario della Madonna del Carmelo           | formato dalle statue della Vergine Annunciata e dell'Angelo Annunciante, in alto il Dio Padre fra Troni e Serafini conferito a Bartolomeo Berrettaro. Alla morte di Bartolomeo la commissione passa nel 1525 a Antonino Berrettaro. Per magistrale stile d'esecuzione delle statue è pertanto verosimile che siano state scolpite da Antonello Gagini. |
|          | Tribuna o Cona        | gruppo marmoreo       | 1499 - 1511 | Nicosia         | basilica di Santa Maria Maggiore              | monumentale icona o polittico o retablo con fregi in oro zecchino, descrive scene di vita della Vergine Maria fra raffigurazioni di santi, apostoli, evangelisti e schiere d'angeli, opera per forma e grandezza unica in Sicilia, destinata alla primitiva Confraternita di Santa Maria della Misericordia della chiesa di Santa Maria della Scala. Il complesso manufatto marmoreo nei sette ordini contempla: 1. San Michele Arcangelo, statua marmorea sommitale raffigurante il capo delle milizie celesti nell'atto di brandire vittorioso la spada sfoderata, col drago soggiogato in catene posto ai suoi piedi; 2. Incoronazione della Vergine, altorilievo lunettone superiore; 3. San Giovanni Battista statuetta, Natività della Vergine altorilievo teatrino centrale, Sant'Agata statuetta; 4. San Paolino da Nola statuetta, Arcangelo Gabriele o Angelo Annunciante altorilievo, Natività di Gesù altorilievo teatrino centrale, Vergine Annunciata altorilievo, Santa Lucia statuetta; 5. San Marco Evangelista (leone alato), San Luca Evangelista (bue alato), Assunzione di Maria altorilievo lunetta centrale, San Matteo Evangelista (angelo), San Giovanni Evangelista (aquila); 6. San Pietro Apostolo statua, Santo Stefano Protomartire statua, Transito della Vergine altorilievo teatrino centrale, San Lorenzo Martire statua, San Paolo Apostolo statua; 7. Apostoli, Serafini, Tabernacolo, Serafini, Apostoli serie di figure a mezzobusto realizzate in altorilievo. Lungo l'asse verticale centrale risalta la teoria di teatrini raffiguranti episodi della vita della Vergine Maria: il Transito, l'Assunzione, la Natività della Vergine, l'Annunciazione in due scene che delimitano a loro volta la Natività di Gesù e la Coronazione. Gli ultimi tre ordini sono delimitati da candelabra. Le arcate, fasce e cornicioni che ripartiscono gli scomparti sono riccamente decorati con bassorilievi fitomorfi, stilizzazioni e motivi indorati su campo bianco secondo il costume dell'epoca. |
|          | Battistero            | fonte marmoreo        | XVI secolo  | Piazza Armerina | cattedrale di Maria Santissima Delle Vittorie | |
|          | Cappella Barresi      | manufatti marmorei    | 1523        | Pietraperzia    | duomo di Santa Maria Maggiore                 | monumenti sepolcrali, commissioni per Matteo Barresi, marchese di Pietraperzia, per Laura Barresi † 1532 e altri componenti della famiglia Barresi detentori del patrocinio del cappellone. Opere documentate prima presso l'altare maggiore e dislocate con la riedificazione del tempio lungo le navate. |
|          | Statua                | manufatto marmoreo    | 1527        | Pietraperzia    | Castello Baronale                             | raffigurante giovine intento a cavarsi una spina da piede |

### Messina e provincia
| immagine | Titolo                                                                                     | Tipologia          | Anno        | Città                    | Ubicazione                                                               | Nota |
| -------- | ------------------------------------------------------------------------------------------ | ------------------ | ----------- | ------------------------ | ------------------------------------------------------------------------ | --- |
|          | Madonna del Soccorso                                                                       | statua marmorea    | 1517        | Capizzi                  | santuario San Giacomo Apostolo Maggiore                                  | con raffigurazione in altorilievo di San Giacomo Apostolo. |
|          | Annunziata                                                                                 | statua marmorea    | 1533 - 1534 | Capri Leone              | chiesa dell'Annunziata                                                   | L'opera fu una delle ultime opere dello scultore poiché morì nel 1536. Vi è una leggenda, del Rizzo, che narra la vicenda che lega la preziosa statua di marmo della madonna Annunziata a questa chiesa. "Questa statua in marmo bianco era stata commissionata al vicino comune di Mirto, era arrivata a Zappulla ed il suo trasporto veniva effettuato per mezzo di buoi che trainavano il carro dove era posta la statua. Il carro, però giunto nel luogo dove ora sorge la chiesa, non si mosse più. Fu chiaro allora il volere manifestato dalla Madonna di fare erigere una chiesa proprio in quel posto. Si pensò di costruire la chiesa in quel sito, ma succedeva uno strano fenomeno; tutte le volte che si arrivava ad una certa altezza di fabbricazione, la costruzione inspiegabilmente crollava. Il costruttore era disperato perché non si rendeva conto di cosa non funzionasse. Mentre era intento a studiare sulla carta un progetto nuovo, pare che un calabrone dai mirabili colori entrasse nello studio e, posatosi su d'un foglio di carta, seguisse un tracciato per varie volte, il costruttore lo ripeté con la matita e ne uscì la pianta della chiesa, che dal momento della costruzione non cadde più." |
|          | Sarcofago                                                                                  | manufatto marmoreo | 1506        | Castroreale              | Museo civico                                                             | con figura scolpita sul coperchio, opera commissionata per Geronimo Rosso e originariamente censita nella chiesa di Santa Maria di Gesù dell'abolito convento dell'Ordine dei frati minori osservanti di San Francesco d'Assisi. |
| Arco     | manufatto marmoreo                                                                         | 1507 - 1508        |             | Castroreale              | Museo civico                                                             | con figura scolpita sul coperchio, opera commissionata per Geronimo Rosso e originariamente censita nella chiesa di Santa Maria di Gesù dell'abolito convento dell'Ordine dei frati minori osservanti di San Francesco d'Assisi. |
|          | Annunciazione                                                                              | gruppo marmoreo    | 1519        | Castroreale              | chiesa di Sant'Agata                                                     | autografo costituito dalla Vergine Annunciata in meditazione sul libro delle Sacre Scritture, l'Arcangelo Gabriele e tondo in bassorilievo raffigurante il Padre Eterno circondato da putti. |
|          | Madonna con bambino                                                                        | statua marmorea    | 1500 - 1501 | Castroreale              | duomo di Santa Maria Assunta                                             | opera giovanile commissionata per la chiesa di Santa Maria di Gesù dell'abolito convento dell'Ordine dei frati minori osservanti di San Francesco d'Assisi. |
|          | Acquasantiera                                                                              | manufatto marmoreo | 1530 - 1534 | Castroreale              | duomo di Santa Maria Assunta                                             | con raffigurazione della Vergine Maria. |
|          | Santa Caterina d'Alessandria                                                               | statua marmorea    | 1534        | Castroreale              | duomo di Santa Maria Assunta                                             | opera commissionata per la chiesa di San Nicolò. |
|          | Acquasantiera                                                                              | manufatto marmoreo | 1530 - 1534 | Castroreale              | chiesa del Salvatore                                                     | con raffigurazione del Salvatore. |
|          | Acquasantiera                                                                              | manufatto marmoreo | 1534        | Castroreale              | chiesa di San Nicolò                                                     | |
|          | Annunziata                                                                                 | statua marmorea    | 1507        | Ficarra                  | duomo dell'Annunziata                                                    | |
|          | Tabernacolo                                                                                | manufatto marmoreo | 1525 - 1528 | Ficarra                  | duomo dell'Annunziata                                                    | |
|          | Tabernacolo                                                                                | manufatto marmoreo | 1534 - 1536 | Ficarra                  | duomo dell'Annunziata                                                    | per la Cappella del Sacramento. Nel pannello centrale, di maggior altezza e larghezza rispetto a quelli laterali, al centro è collocata la custodia delle ostie affiancata da due angeli inginocchiati e in preghiera, e in alto il calice attorniato da quattro testine alate di cherubini in adorazione. Concludono il pannello un fregio ornato con quattro testine alate e una lunetta con cornice decorata da motivi fitomorfi, elemento entro la quale è raffigurato l'Ecce Homo circondato dagli strumenti della Passione. Nei due pannelli laterali con nicchie - separati da quello centrale da paraste ornate con motivi vegetali e grottesche, sono presenti le figure in altorilievo di San Paolo Apostolo a sinistra con spada sguainata ed elsa rivolta verso il basso, San Pietro Apostolo a destra. Sotto il pannello centrale si legge: "HOC FECIT MAG.CO GASPAR MARAFFA L. FICARRE 153VI". |
|          | Trinità                                                                                    | gruppo marmoreo    | 1534        | Galati Mamertino         | duomo di Santa Maria Assunta                                             | commissione incompiuta e portata a termine dal figlio Giacomo. La Triade è proveniente dalla chiesa di San Luca, tempio originariamente intitolato allo Spirito Santo, luogo di culto gravemente danneggiato dal terremoto di Messina del 1908. Il gruppo dell'Annunciazione è proveniente dalla chiesa del convento della Santissima Annunziata dell'Ordine dei frati minori osservanti, non più esistente al presente. |
|          | Annunciazione                                                                              | gruppo marmoreo    | 1534        | Galati Mamertino         | duomo di Santa Maria Assunta                                             | commissione incompiuta e portata a termine dal figlio Giacomo. La Triade è proveniente dalla chiesa di San Luca, tempio originariamente intitolato allo Spirito Santo, luogo di culto gravemente danneggiato dal terremoto di Messina del 1908. Il gruppo dell'Annunciazione è proveniente dalla chiesa del convento della Santissima Annunziata dell'Ordine dei frati minori osservanti, non più esistente al presente. |
|          | Madonna della Neve o Madonna delle Grazie                                                  | statua marmorea    | 1534        | Galati Mamertino         | chiesa del Rosario                                                       | commissione incompiuta e portata a termine dal figlio Giacomo. |
|          | Tabernacolo                                                                                | manufatto marmoreo | 1534        | Galati Mamertino         | chiesa del Rosario                                                       | |
|          | Santa Caterina                                                                             | statua marmorea    | XVI secolo  | Galati Mamertino         | chiesa di Santa Caterina                                                 | |
|          | Santa Caterina                                                                             | statua marmorea    | XVI secolo  | Gualtieri Sicaminò       | duomo di San Nicola di Bari                                              | |
|          | Annunziata                                                                                 | statua marmorea    | 1534 - 1536 | Longi                    | chiesa dell'Annunziata                                                   | opera commissionata ad Antonello e completata dai figli Antonino e Giacomo Gagini, proveniente dalla primitiva chiesa dell'Annunziata. |
|          | Santa Maria della Grazia                                                                   | statua marmorea    | 1498        | Messina                  | chiesa di Santa Maria delle Grazie                                       | raffigurante Vergine con bambino, commissione per la Confraternita di Santa Maria della Grazia, prima opera documentata della bottega di Messina. |
|          | Madonna con bambino                                                                        | statua marmorea    | 1499        | Messina                  | chiesa di Santa Maria di Gesù                                            | scultura recante raffigurazioni sul piedistallo della Visitazione della Beata Vergine Maria, dell'Annunciazione, di San Francesco d'Assisi e Sant'Antonio di Padova. Opera dispersa in seguito all'alluvione del 1863, poi ritrovata fra i detriti alluvionali accumulatisi nella cripta circa cinque lustri più tardi. La statua è attualmente custodita nella chiesa di Santa Maria di Gesù di Provinciale. |
|          | Spinario                                                                                   | scultura bronzea   | 1507 - 1509 | Messina                  | Palazzo Alcontres                                                        | raffigurante giovine intento a cavarsi una spina dal piede, opera documentata come decorazione di fonte. Bronzo verosimilmente ispirato al più antico Spinario d'arte ellenistica custodito nei Musei Capitolini del Palazzo dei Conservatori di Roma, capolavoro ammirato durante uno dei soggiorni romani documentati. Commissionato per Palazzo Calapaj-d'Alcontres, oggi custodito al Metropolitan Museum of Art di New York. |
|          | Madonna con bambino                                                                        | statua marmorea    | 1503        | Messina                  | chiesa di Santa Maria di Loreto                                          | |
|          | San Giovanni Battista                                                                      | statua marmorea    | 1535        | Messina                  | basilica cattedrale Protometropolitana della Santa Vergine Maria Assunta | opera su commissione di Giovanni Campagna |
|          | Custodia                                                                                   | manufatto marmoreo | 1504        | Messina                  | Museo regionale di Messina                                               | attribuzione per stile, con le raffigurazioni di scene della Passione di Gesù, opera scomposta nel rifacimento del XVII secolo della Cappella del Sacramento della cripta |
|          | Sant'Antonio di Padova                                                                     | statua marmorea    | 1536        | Messina                  | Museo regionale di Messina                                               | Statua proveniente dal convento dei benedettini di Santa Lucia del Mela |
|          | Madonna degli Angeli o Vergine della Porziuncola                                           | statua marmorea    | 1500 - 1508 | Messina                  | Museo regionale di Messina                                               | opera proveniente dalla Cappella della Madonna degli Angeli della chiesa di San Francesco all'Immacolata Commissionata dal mercante Carletto di Rosa il 9 marzo 1500 |
|          | Annunciazione                                                                              | statue marmoree    | XVI secolo  | Messina                  | Museo regionale di Messina                                               | |
|          | Edicola                                                                                    | marmo              | (1498-1508) | Messina                  | Museo regionale di Messina                                               | proveniente dalla chiesa di San Francesco a Messina. Prima dell'incendio del 1884 si trovava nella terza cappella a sinistra. Incorniciava una statua lignea poi una Natività di Mario Minniti. |
|          | Tabernacolo                                                                                | manufatto marmoreo | 1530        | Mirto                    | duomo di Santa Maria Assunta in Cielo                                    | |
|          | Madonna della Catena                                                                       | statua marmorea    | 1531        | Mirto                    | duomo di Santa Maria Assunta in Cielo                                    | attribuzione, opera custodita nella Cappella della Madonna della Catena |
|          | Madonna del Crispino                                                                       | statua marmorea    | 1507        | Monforte San Giorgio     | Maria Santissima di Crispino - Pellegrino                                | |
|          | Santa Caterina d'Alessandria                                                               | statua marmorea    | XVI secolo  | Montalbano Elicona       | chiesa di Santa Caterina d'Alessandria                                   | |
|          | Trittico                                                                                   | gruppo marmoreo    | 1537        | Pettineo                 | chiesa di Maria Santissima delle Grazie                                  | |
|          | Madonna dell'Udienza                                                                       | statua marmorea    | XVI secolo  | Roccella Valdemone       | chiesa della Madonna dell'Udienza                                        | |
|          | San Nicola di Bari                                                                         | statua marmorea    | 1526        | Roccella Valdemone       | duomo di San Nicolò di Bari                                              | |
|          | Custodia Sacramentale                                                                      | manufatto marmoreo | 1526 - 1542 | Roccella Valdemone       | duomo di San Nicolò di Bari                                              | con raffigurazioni della Natività di Gesù su altorilievo fra le statue di San Nicola di Bari, San Giovanni Battista, gli Apostoli nella predella, l'Annunciazione in due medaglioni, e Dio Padre nella lunetta, manufatto ultimato con la collaborazione postuma del figlio Giacomo e l'aiuto di Vincenzo, opera custodita nella Cappella del Santissimo Sacramento. |
|          | Madonna col Bambino Gesù                                                                   | statua marmorea    | XVI secolo  | San Fratello             | chiesa di San Benedetto il Moro                                          | |
|          | Madonna del latte                                                                          | statua marmorea    | XVI secolo  | San Fratello             | chiesa di San Benedetto il Moro                                          | |
|          | Madonna della Neve o Nostra Donna della Neve o Madonna delle Celle o Madonna degli Uccelli | statua marmorea    | 1529        | Santa Lucia del Mela     | santuario della Madonna della Neve                                       | opera commissionata dai magnifici Pietro d'Amico e Leonardo d'Alberto, proveniente dalla chiesa di San Giuseppe e dal 1674 custodita nel luogo attuale. |
|          | Sarcofago dei Filangeri                                                                    | manufatto marmoreo | 1481        | San Marco d'Alunzio      | chiesa di Sant'Agostino                                                  | |
|          | Santa Maria di Gesù                                                                        | statua marmorea    | 1525        | San Piero Patti          | chiesa di Santa Maria di Gesù                                            | |
|          | Madonna con bambino o Madonna della Neve                                                   | statua marmorea    | 1520        | San Salvatore di Fitalia | basilica maggiore del Santissimo Salvatore o Salvator Mundi              | opera proveniente dall'antica chiesa di Santa Maria Assunta. |
|          | Còna della Trasfigurazione                                                                 | manufatto marmoreo | 1527 - 1530 | San Salvatore di Fitalia | basilica maggiore del Santissimo Salvatore o Salvator Mundi              | opera riassemblata nell'abside La nicchia maggiore centrale delimitata da fasce verticali con rilievi a candelabra, custodisce la raffigurazione del Salvatore, affiancata da due nicchie minori ospitanti altrettanti Santi in atteggiamento orante. I Quattro Evangelisti a mezzobusto e una coppia di angeli adoranti verso il tabernacolo centrale arricchiscono la predella. I due ordini sono separati da una ricca cornice, una fascia reca otto teste di putto alate. La scena biblica dell'Annunciazione è ripartita nella figura dell'Angelo Annunciante nella lunetta sinistra, e della Vergine Annunciata nella lunetta destra. Nel lunettone centrale è rappresentato il mistero della Trasfigurazione sul monte Tabor. Pinnacoli fra le arcate e foglie d'acanto stilizzate all'estremità superiori, decorano le lunette laterali. I personaggi si mostrano in ricchi panneggi dalle pieghe e risvolti interni dipinti d'azzurro lapislazzuli, e rilievi su fondo oro. Commissione d'opera 1527 - consegna 1530. |
|          | Còna della Vergine                                                                         | manufatto marmoreo | 1527 - 1528 | San Salvatore di Fitalia | chiesa di Santa Maria Assunta                                            | L'edicola centrale delimitata da fasce verticali con rilievi a candelabra, custodisce la raffigurazione della Vergine Maria in altorilievo, lo scomparto riproduce una prospettiva d'architettura affiancato da due nicchie ospitanti rispettivamente San Pietro Apostolo a sinistra, e San Paolo Apostolo a destra, figure rappresentate con gli attributi iconografici Chiavi e Spada. Tre scene bibliche arricchiscono la predella. La figura mariana presenta sul basamento tre teste di putto alate scolpite, due coppie di esse in atteggiamento osannante, fanno da corona intorno al capo, sulla fascia della cornice superiore due angeli in volo reggono una corona. La lunetta sommitale reca la raffigurazione del Padre Eterno. I personaggi si mostrano in ricchi panneggi arabescati, tra rilievi su fondo oro. Commissione d'opera 1527 - consegna 1528. |
|          | Madonna con bambino                                                                        | statua marmorea    | 1530        | Taormina                 | cattedrale di San Nicola                                                 | |
|          | Tabernacolo                                                                                | manufatto marmoreo | 1527        | Tortorici                | duomo di San Niccolò                                                     | |
|          | Annunciazione                                                                              | statua marmorea    | 1532        | Tortorici                | chiesa dell'Annunciazione o Batia                                        | gruppo marmoreo raffigurante l'Angelo Gabriele e l'Annunziata. Commissione per la primitiva abbazia e monastero francescano retto secondo la Regola di Santa Chiara. |
|          | Madonna                                                                                    | statua marmorea    | 1533        | Tortorici                | chiesa dell'Annunciazione o Batia                                        | commissione per la primitiva abbazia e monastero francescano retto secondo la Regola di Santa Chiara. |
|          | Stimmate di San Francesco d'Assisi                                                         | statue marmoree    | 1535        | Tortorici                | chiesa di San Francesco del Convento dei Frati Minori                    | dell'opera documentata è presente solo la statua di San Francesco accompagnato da San Leone Magno dormiente, a posteriori il figlio Giacomo onora la commessa nel 1559. |

### Ragusa e provincia
| Immagine | Titolo        | Tipologia                                | Anno        | Città  | Ubicazione          | Note |
| -------- | ------------- | ---------------------------------------- | ----------- | ------ | ------------------- | --- |
|          | Annunciazione | gruppo marmoreo                          | 1529 - 1532 | Modica | chiesa del Carmine  | opera che sostituisce una "concita" o "cona" mai consegnata, commissione per la chiesa del convento di Santa Maria Annunziata la Nuova.                                                                                       |
|          | Cona          | gruppo marmoreo                          |             | Ragusa | Sagrestia del Duomo | Originariamente sita presso l'antica chiesa di San Giorgio, crollata col terremoto del 1693, adesso è possibile ammirare quel che rimane di quel enorme altare maggiore, presso sacrestia del Duomo di San Giorgio di Ragusa. |
|          | San Maurizio  | statua marmorea facente parte della Cona |             | Ragusa | Museo del duomo     | Originariamente sita presso la sacrestia del Duomo di San Giorgio oggi è visibile presso il Museo del Duomo di Ragusa. |

### Siracusa e provincia
| Immagine | Titolo                                    | Tipologia       | Anno        | Città    | Ubicazione                                                  | Note |
| -------- | ----------------------------------------- | --------------- | ----------- | -------- | ----------------------------------------------------------- | --- |
|          | Santa Maria Maddalena                     | statua marmorea | 1508        | Buccheri | chiesa di Santa Maria Maddalena                             | opera esposta nella navata destra |
|          | Madonna col Bambino                       | statua marmorea | XVI secolo  | Noto     | chiesa di Santa Chiara                                      | |
|          | Madonna bianca                            | statua marmorea | XVI secolo  | Noto     | chiesa del Santissimo Crocifisso                            | opera proveniente dalla chiesa del Santissimo Crocifisso di Noto Antica |
|          | Madonna della Neve o Madonna della Grazia | statua marmorea | 1526 - 1527 | Siracusa | cattedrale metropolitana della Natività di Maria Santissima | commissione di Ludovico Platamone, vescovo di Siracusa, recante sul piedistallo il rilievo raffigurante la Natività di Gesù, l'effige del committente e lo stemma della famiglia Platamone. |
|          | Santa Lucia                               | statua marmorea | 1526 - 1527 | Siracusa | cattedrale metropolitana della Natività di Maria Santissima | commissione di Ludovico Platamone, vescovo di Siracusa, recante sul piedistallo il rilievo raffigurante una scena di vita di Santa Lucia, l'effige del committente e lo stemma della famiglia Platamone. Opera già documentata in una cappella del Seminario e in seguito nel Palazzo Vescovile prima di essere collocata nell'attuale ambiente. L'iscrizione sullo scanello recita: «"LUDOVICVS PLATAM(ONE). EPI(SCO)PVS. SIRA(CUSAE). AN(NO). D(OMINI). M. D. XXVII. SCVLPIRI MANDAVIT"» |

### Trapani e provincia
| Immagine | Titolo                                                                   | Tipologia                          | Anno                      | Città                   | Ubicazione                                                 | Note |
| -------- | ------------------------------------------------------------------------ | ---------------------------------- | ------------------------- | ----------------------- | ---------------------------------------------------------- | --- |
|          | Maddalena                                                                | statua marmorea                    | 1520                      | Alcamo                  | Chiesa di San Francesco d'Assisi                           | Nella base della statua della Maddalena è raffigurata una scala e lo stemma della famiglia Scalisi, che la fece realizzare. |
|          | San Marco                                                                | statua marmorea                    | 1520                      | Alcamo                  | Chiesa di San Francesco d'Assisi                           | |
|          | Custodia                                                                 | manufatto marmoreo                 | 1534                      | Alcamo                  | Chiesa di San Francesco d'Assisi                           | per la custodia del simulacro di San Marco Evangelista con la collaborazione del figlio Giacomo. |
|          | Madonna tra i Santi Filippo e Giacomo e la Dormitio Virginis in predella | bassorilievo marmoreo              | 1519                      | Alcamo                  | Basilica di Santa Maria Assunta                            | trittico marmoreo con raffigurazioni della Vergine Maria fra San Filippo apostolo e San Giacomo Apostolo, in alto il bassorilievo raffigurante la Nascita di Gesù, la Dormitio Virginis e due scene di miracoli, opera commissionata da Giovanni Bernardo Mastrandrea, custodita nella Cappella del Privilegio. |
|          | Dormizione della Vergine (o Dormitio Virginis o Transito della Vergine)  | altorilievo marmoreo               | 1509 - 1529               | Alcamo                  | Basilica di Santa Maria Assunta                            | Cappella della Madonna di Trapani (o Madonna delle Grazie) |
|          | Crocifisso dell'Abbondanza                                               |                                    | 1519 - 1523               | Alcamo                  | Basilica di Santa Maria Assunta                            | realizzato in mistura, copia di un altro crocifisso che si trova nella Chiesa di San Domenico a Palermo, realizzato dalla famiglia Matinati. |
|          | Santa Oliva                                                              | statua marmorea                    | 1511                      | Alcamo                  | chiesa di Santa Oliva                                      | |
|          | Madonna con bambino                                                      | statua marmorea                    | 1516                      | Alcamo                  | chiesa di Santa Maria degli Angeli                         | con la raffigurazione dell'Adorazione dei Magi nello scanello. |
|          | Madonna del Rosario                                                      | bassorilievo                       | XV secolo                 | Castellammare del Golfo | Chiesa della Madonna del Rosario                           | ai lati della Vergine vi sono rappresentati San Nicola e San Girolamo |
|          | Madonna degli Angeli                                                     | bassorilievo                       | XV secolo                 | Castellammare del Golfo | Chiesa della Madonna del Rosario                           | la vergine indossa degli abiti alla greca ed era originariamente collocata sulla tomba di Geronimo Alliata |
|          | Tomba di Geronimo Alliata                                                | tomba                              | XV secolo                 | Castellammare del Golfo | Chiesa della Madonna del Rosario                           | nella tomba vi è un'incisione dedicata a Geronimo da parte dei genitori e al di sotto vi è sculturato un angelo. Quest'opera fu voluta dal padre Giacomo, allora barone di Castellammare. |
|          | Acquasantiera con mano                                                   | acquasantiera                      | XV secolo                 | Castellammare del Golfo | Chiesa della Madonna del Rosario                           | una mano sorregge la vasca e stemma |
|          | San Giovanni Battista                                                    | statua marmorea                    | 1521                      | Castelvetrano           | chiesa di San Giovanni Battista                            | commissione per la Confraternita di San Giovanni Battista, presenta nel piedistallo i bassorilievi del Battesimo nel Giordano, la Nascita del Battista e la Decollazione del Battista. |
|          | Sant'Antonio di Padova                                                   | statua marmorea                    | 1521                      | Castelvetrano           | chiesa di Sant'Antonio di Padova                           | nel piedistallo le raffigurazioni di tre episodi. |
|          | Annunciazione                                                            | gruppo scultoreo                   | 1525                      | Erice                   | Polo Museale Antonino Cordici                              | opera commissionata dal nobile ericino Giacomo Pilati, proveniente dalla chiesa del Carmine. |
|          | San Giovanni Evangelista                                                 | statua marmorea                    | 1529                      | Erice                   | chiesa di San Giovanni Battista                            | opera commissionata dalla Confraternita di San Giovanni Battista e custodita, pur compromessa nelle venature del marmo. |
|          | Acquasantiera                                                            | manufatto marmoreo                 | 1529                      | Erice                   | chiesa di San Giovanni Battista                            | |
|          | Madonna con Bambino                                                      | statua marmorea                    | XVI secolo                | Erice                   | chiesa di Sant'Orsola o dell'Addolorata                    | |
|          | San Vincenzo Ferreri                                                     | statua marmorea                    | XVI secolo                | Marsala                 | Duomo                                                      | |
|          | San Tommaso Apostolo                                                     | statua marmorea                    | 1513 - 1516               | Marsala                 | Duomo                                                      | commissionata da Pietro di Anello, presenta i rilievi raffiguranti i committenti e lo scudo con le armi di famiglia. |
|          | Altare, Arco e Custodia sacramentale                                     | manufatti marmorei                 | 1518 - 1530 e 1530 - 1532 | Marsala                 | Duomo                                                      | commissionati per la Cappella del Santissimo Sacramento, iniziale collaborazione tra Bartolomeo Berrettaro e il fratello Antonino Berrettaro. Nel 1524 dopo la morte di Bartolomeo l'onere del completamento e della consegna definitiva della custodia passano ad Antonino. Il ciborio presenta il rilievo del Calice e Ostia delimitati dalle raffigurazioni dell'Annunciazione e della Crocifissione di Gesù in alto Dio Padre. Nel 1530 il lavoro è condotto a termine con l'intervento magistrale di Antonello e del figlio Giandomenico Gagini, con la realizzazione aggiuntiva dell'altare e dell'arco: intorno alla custodia le dodici formelle con le storie della Passione di Gesù (Ultima Cena, l'Orto di Getsemani, Il bacio di Giuda, La Flagellazione), i due tondi posti in alto con i busti dei profeti Daniele e Geremia e nella predella Cristo e i dodici Apostoli. Presenti le figure dei Quattro evangelisti, San Giuseppe, dei Santi Crispino e Crispiniano, San Giovanni Battista e San Michele Arcangelo, Sant'Eligio e Sant'Oliva, dei Serafini. |
|          | Santa Caterina d'Alessandria                                             | statua marmorea                    | 1524                      | Mazara del Vallo        | monastero di Santa Caterina                                | |
|          | Ciborio                                                                  | trittico marmoreo                  | 1530 - 1532               | Mazara del Vallo        | chiesa di San Michele                                      | manufatto con raffigurazioni di San Giovanni Battista, San Benedetto e il Padre Eterno, opera proveniente dal Monastero di Santa Caterina. |
|          | Trasfigurazione sul Monte Tabor                                          | gruppo marmoreo                    | 1532, 1535 - 1537         | Mazara del Vallo        | Cattedrale del Santissimo Salvatore                        | eseguito in collaborazione col figlio Antonino, opera in sei personaggi Gesù Trasfigurato, Profeta Mosè, Profeta Elia, San Pietro Apostolo, San Giacomo Apostolo, San Giovanni Apostolo, costituente l'altare maggiore. |
|          | Cappella Staiti                                                          | manufatto marmoreo                 | 1516                      | Trapani                 | chiesa di Santa Maria di Gesù                              | commissione di monumenti funebri di Giacomo Staiti detto Galvano. Col nuovo sistema difensivo voluto dall'Imperatore Carlo V d'Asburgo, nel 1539 fu concessa alla famiglia Staiti una nuova cappella gentilizia nell'erigenda chiesa col titolo di Santa Maria degli Angeli. La Cappella Staiti è ivi trasferita con idonei interventi di Giacomo, Fazio, Vincenzo. Il baldacchino così concepito custodisce un'altra pregevole opera in terracotta di Andrea della Robbia: "La Madonna degli Angeli". |
|          | San Giacomo Maggiore                                                     | statua marmorea                    | 1522                      | Trapani                 | Museo regionale Agostino Pepoli                            | opera commissionata dalla Confraternita dei Bianchi della chiesa di San Giacomo Maggiore |
|          | Mensa                                                                    | manufatto marmoreo                 | 1521                      | Trapani                 | chiesa di San Giacomo Maggiore                             | opera commissionata dalla Confraternita dei Bianchi. |
|          | Arco                                                                     | manufatto marmoreo                 | 1531 - 1537               | Trapani                 | Basilica santuario di Maria Santissima Annunziata          | nei tondi dei pilastri sono scolpiti i profili di 10 Profeti, nei medaglioni dei pennacchi le raffigurazioni dell'Angelo Annunciante e della Vergine Annunciata, nel timpano la mezza figura di Dio Padre Onnipotente in altorilievo con globo crucigero nella mano sinistra, circondato da putti alati su nembi. Distese sulle cimase le statue a corpo intero di Sant'Elia (a sinistra col fulmine) e Sant'Eliseo (a destra col libro delle profezie), realizzate in contrasto cromatico al candore del marmo di Carrara. Il manufatto realizzato in collaborazione con i figli Giandomenico, Antonino e Giacomo presenta una ricca decorazione in foglie d'acanto, ghirlande, festoni fitomorfi, grottesche e rosoni. L'opera costituisce il varco d'accesso alla Cappella della Madonna di Trapani. |
|          | Sarcofagi e Arco                                                         | manufatto marmoreo                 | 1531                      | Trapani                 | Basilica santuario di Maria Santissima Annunziata          | monumento funebre nella cappella gentilizia dei Del Bosco con raffigurazioni dei Patriarchi, dell'Annunciazione di Gesù, Elia e Eliseo, manufatto marmoreo in collaborazione con i figli Giandomenico, Antonino e alla morte di Antonello, completata da Giacomo |
|          | Custodia                                                                 | manufatto marmoreo                 | 1531                      | Trapani                 | chiesa di San Domenico del convento dell'Ordine domenicano | opera terminata dai figli o discepoli |
|          | Resurrezione di Gesù Cristo                                              | bassorilievo marmoreo              | XVI secolo                | Trapani                 | chiesa di San Nicolò di Bari (Trapani)                     | contornato dalle figure di San Pietro Apostolo e San Nicola di Bari, opera realizzata in collaborazione dei figli o discepoli. |
|          | Madonna del Soccorso o Madonna della Mazza                               | statua marmorea con clava argentea | XVI secolo                | Salemi                  | chiesa di Sant'Agostino                                    | |
|          | San Francesco di Paola                                                   | statua in terracotta               | XVI secolo                |                         | chiesa di San Francesco di Paola del Convento de' Minimi   | |

## Calabria
| Immagine | Titolo                                       | Tipologia                 | Anno        | Città              | Ubicazione                                                                                | Note |
| -------- | -------------------------------------------- | ------------------------- | ----------- | ------------------ | ----------------------------------------------------------------------------------------- | --- |
|          | Madonna col Bambino                          | statua marmorea           | 1505        | Amantea            | chiesa di San Bernardino                                                                  | |
|          | Gruppo dell'Annunciazione                    | statua marmorea           | 1504        | Bagaladi           | chiesa di San Teodoro                                                                     | Committente il prete di rito greco Jacopo Verduci |
|          | Madonna della Neve                           | statua marmorea           | 1521        | Bovalino Superiore | duomo di Maria Santissima della Neve e San Nicola di Bari                                 | |
|          | Madonna delle Grazie                         | statua marmorea           | 1504        | Catanzaro          | chiesa del convento di Santa Maria delle Grazie o chiesa di Santa Teresa all'«Osservanza» | |
|          | Trittico                                     | statue marmoree           | 1508        | Galatro            | chiesa di San Nicola                                                                      | raffiguranti San Giovanni Battista, Santa Maria della Valle e San Giovanni Evangelista, attribuzione. Opera commissionata dal cardinale Andrea della Valle, vescovo di Mileto, per la diruta basilica di Santa Maria della Valle. |
|          | Incredulità di San Tommaso                   | dossale, rilievo marmoreo | 1531        | Gerace             | basilica concattedrale di Santa Maria Assunta                                             | attribuzione per affinità stilistica. |
|          | Madonna col bambino                          | statua marmorea           | 1504        | Mesoraca           | chiesa dell'Annunziata                                                                    | |
|          | Madonna delle Grazie                         | statua marmorea           | 1504        | Mesoraca           | santuario del Santissimo Ecce Homo                                                        | |
|          | Vergine di Loreto                            | statua marmorea           | XVI secolo  | Melicuccà          | chiesa di Santa Maria di Loreto                                                           | con bassorilievo "Trasporto della Santa Casa a Loreto", attribuzione |
|          | Madonna degli Angioli                        | statua marmorea           | 1505        | Morano Calabro     | collegiata di Santa Maria Maddalena                                                       | |
|          | Madonna delle Grazie                         | statua marmorea           | 1499        | Nicotera           | concattedrale di Santa Maria Assunta                                                      | |
|          | Madonna di Alica                             | statua marmorea           | 1536        | Pietrapennata      | abbazia basiliana sotto il titolo di «Santa Maria della Lica»                             | |
|          | Madonna degli Angeli                         | statua marmorea           | 1508        | Seminara           | chiesa di San Marco Evangelista                                                           | con bassorilievi sul piedistallo raffiguranti, l'Ecce Homo, la Maddalena, l'Annunciazione e la Dormitio Virginis, opera custodita presso il quinto altare di sinistra nell'antico Cenobio basiliano di San Nicodemo, poi Convento dei Minori Osservanti sotto il titolo di «Santa Maria degli Angeli». |
|          | Madonna del Pilerio                          | statua marmorea           | 1508        | Sinopoli Superiore | chiesa di Santa Maria della Grazie                                                        | |
|          | La Pietà                                     | complesso marmoreo        | 1520        | Soverato           | duomo di Maria Santissima Addolorata                                                      | Pietà |
|          | Sarcofago                                    | manufatto marmoreo        | 1528        | Tropea             | concattedrale di Maria Santissima di Romania                                              | monumento funebre commissionato da Pietro d'Agostino, maestro razionale del Regno di Sicilia, per Geronimo Cazetta, caratterizzato dalle raffigurazioni del destinatario dormiente sul coperchio e figura femminile distesa sul fianco nel prospetto. In origine sovrastava il sepolcro un blocco marmoreo con altorilievo senza coronamento raffigurante il Risorto sul sepolcro fra guardie pretoriane, scultura attualmente collocata all'interno del tempio sulla porta laterale prospiciente "Largo Duomo". |
|          | Trittico                                     | gruppo marmoreo           | 1523 - 1524 | Vibo Valentia      | duomo di Santa Maria Maggiore e San Leoluca                                               | la statua di Maria Maddalena sulla destra è considerata un capolavoro di statica. Le statue raffigurano la Madonna delle Grazie, San Giovanni Evangelista e Santa Maria Maddalena, opere commissionate dal viceré di Sicilia Ettore Pignatelli, conte e duca di Monteleone, per la chiesa di Santa Maria del Gesù o chiesa di Santa Maria la Nova dell'Ordine dei frati minori osservanti, oggi assemblate e custodite in unico monumento nella Cappella del Purgatorio.                                         |
|          | Madonna con bambino" e "San Luca Evangelista | statue marmoree           | XVI secolo  | Vibo Valentia      | duomo di Santa Maria Maggiore e San Leoluca                                               | opere destinate alla chiesa di Santa Maria del Gesù o chiesa di Santa Maria la Nova dell'Ordine dei frati minori osservanti, oggi custodite nella Cappella di San Basilio. |
|          | Madonna della Neve                           | statua marmorea           | XVI secolo  | Vibo Valentia      | duomo di Santa Maria Maggiore e San Leoluca                                               | opera custodita sull'altare maggiore |
|          | San Luca                                     | statua marmorea           | XVI secolo  | Vibo Valentia      | Museo di arte sacra                                                                       | |

## Opere fuori dall'Italia
| Immagine | Titolo                                     | Tipologia           | Anno        | Stato                  | Città       | Ubicazione                              | Note |
| -------- | ------------------------------------------ | ------------------- | ----------- | ---------------------- | ----------- | --------------------------------------- | --- |
|          | Santa                                      | statua marmorea     | 1535 e 1540 | Stati Uniti (bandiera) | Baltimora   | Walters Art Museum                      | Questo pezzo è stato probabilmente iniziato da Antonello e terminato dopo la sua morte dal figlio Antonino. L'opera era stata commissionata per la cattedrale di Palermo successivamente acquisita da Joseph Brummer e nel 1949 divenuta proprietà del Walters Art Museum. |
|          | Santa Margherita d'Antiochia con il drago. | statua marmorea     | 1517        | Stati Uniti (bandiera) | Cleveland   | Cleveland Museum of Art                 | Statua marmorea facente parte del monumento funerario di donna Eufemia Resequens. I manufatti marmorei, commissione di monumenti funebri di [Berardo di Requesens, opere esistenti fino al 2 aprile 1672 per crollo del cappellone e cappelle contigue ubicate nella chiesa di Santa Maria degli Angeli. Donna Eufemia Requesens è raffigurata genuflessa dinanzi al simulacro di Santa Margherita da Cortona. Dopo la riedificazione la statua della santa fu trasferita presso Palazzo Drago per essere collocata nello scalone. Il manufatto si presentava allora mutilo della mano destra, con un libro nell'altra, un dragone posto ai piedi. Oggi il simulacro si trova esposto al Museum of Art di Cleveland. |
|          | Madonna con bambino                        | statua in alabastro | 1504        | Malta (bandiera)       | La Valletta | chiesa di Santa Maria di Gesù Ta 'Ġieżu | opera scolpita durante la permanenza a Messina. |
|          | Sarcofago                                  | manufatto marmoreo  | 1535        | Malta (bandiera)       | La Valletta | Concattedrale di San Giovanni           | monumento funebre di Philippe de Villiers de L'Isle-Adam Gran maestro dell'Ordine di Malta, opera già documentata nella Cappella di Nostra Signora della Vittoria di Forte Sant'Angelo. |

## Opere scomparse
Di seguito l'elenco delle opere documentate e non più presenti:
| Immagine | Titolo                                                       | Tipologia                                       | Anno        | Città                     | Precedente ubicazione                                                    | Note |
| -------- | ------------------------------------------------------------ | ----------------------------------------------- | ----------- | ------------------------- | ------------------------------------------------------------------------ | --- |
|          | Tondo                                                        | bassorilievo marmoreo                           | XVI secolo  | Barcellona Pozzo di Gotto | chiesa di Maria Santissima del Tindari                                   | manufatto proveniente dal Monastero di Santa Maria di Gala. Opera trasferita nel XVIII secolo, censita, documentata e trafugata nel 1991. |
|          | Portale                                                      | opera marmorea                                  | 1504        | Catania                   |                                                                          | commissionata e documentata per un edificio dei Padri Carmelitani. Entrambe le sedi catanesi dell'Ordine della Beata Vergine del Monte Carmelo furono rase al suolo dal terremoto del Val di Noto del 1693 |
|          | Porta                                                        | manufatto marmoreo                              | 1508        | Messina                   | ospedale e chiesa dell'Accomandata                                       | commissionato per la Cappella dei Disciplinati. L'opera non è pervenuta, infatti sull'area sorgeranno il Collegio dei Gesuiti e la chiesa di San Nicolò dei Gentiluomini di Andrea Calamech. Quest'ultimi monumenti passati all'Ordine cistercense, dopo la soppressione della Compagnia di Gesù, a loro volta sono andati distrutti nel 1908 dal terremoto di Messina. |
|          | Cappella                                                     | manufatto marmoreo                              | 1507        | Messina                   | chiesa o cappella di San Tommaso Apostolo                                | commissione per la famiglia Faraone e probabilmente andata distrutta causa evento sismico. |
|          | Cappella Palermo                                             | manufatto marmoreo                              | 1525        | Messina                   | basilica cattedrale Protometropolitana della Santa Vergine Maria Assunta | monumento funebre della famiglia patrizia messinese di don Cristoforo Palermo di Santa Margherita caratterizzato dalla figura di donna genuflessa. Opera andata distrutta durante il terremoto di Messina del 1908. |
|          | Pulpito                                                      | manufatto marmoreo                              | XVI secolo  | Messina                   | basilica cattedrale Protometropolitana della Santa Vergine Maria Assunta | opera adorna di bassorilievi |
|          | Cappella e Sarcofago                                         | manufatto marmoreo                              | 1504 - 1530 | Messina                   | basilica cattedrale Protometropolitana della Santa Vergine Maria Assunta | monumento funebre dell'arcivescovo messinese Antonio La Lignanime, con la raffigurazione della Madonna del Soccorso (in seguito derivata in Madonna della Pace in virtù della concordia stabilitasi fra nobili e popolani dopo aspre e intestine contese). Gli iniziali accordi tra l'alto prelato e l'artista prevedevano la realizzazione dell'Angelo Annunciante e Vergine Annunciata fra ricchi ornati e rosoni. Componevano il manufatto la Madonna con il Cristo morto sulle ginocchia delimitata dalle figure di San Pietro Apostolo e Sant'Antonio di Padova, sulla sommità dell'arco ricco di fregi l'altorilievo raffigurante la primitiva titolare Vergine del Soccorso nell'atto di percuotere il Diavolo con una mazza, simmetricamente disposte le raffigurazioni genuflesse di Sant'Antonio di Padova e dello stesso arcivescovo La Lignanime. Sul coperchio del sepolcro la figura giacente del committente in abiti pontificali. Solo nel 1530 il manufatto è portato a compimento. Completamento e decorazioni verosimilmente eseguite da Giovan Battista Mazzolo, che nel lungo frangente temporale aveva assunto l'incarico di capomastro della «Fabbrica del Duomo». L'opera subisce le offese del terremoto della Calabria meridionale del 1783, è ricomposta in seguito alle distruzioni del terremoto di Messina del 1908. Ciò che è scampato alla furia dell'incendio del 13 giugno 1943 causato dai bombardamenti alleati, è stato sapientemente riassemblato e integrato. I bassorilievi con storie della Passione di Gesù fanno cornice alla figura dell'arcivescovo giacente, l'arco e le nicchie sono stati ricostruiti decorandoli con arabeschi, grottesche, figure e soggetti fitomorfi ispirati alla primitiva commissione. «D. O .M. ANTONIVS A LIGNAMINE DE RVVERE, CIVIS ET ARCHIEPISCOPVS MESSANENSIS, ALMÆ DEIPARÆ VIRGINI MARIÆ DE PACE DIVOQVE ANTONIO DE PADVA HOC SACELLVM ET ARAM CVM DOTE DICAVIT ANNO DOMINI MDXXX.» |
|          | Madonna                                                      | statua marmorea                                 | 1534        | Messina                   | santuario Monastero di Santa Maria di Montevergine                       | con la collaborazione del figlio Giacomo, opera documentata e probabilmente distrutta durante la successione di eventi sismici anteriori al Terremoto di Messina del 1908. |
|          | Storie di San Pietro Martire                                 | bassorilievi marmorei                           | XVI secolo  | Messina                   | chiesa di San Domenico                                                   | opere documentate. Distrutte durante la successione di eventi sismici compresi tra il terremoto della Calabria meridionale del 1783 e il Terremoto di Messina del 1908. |
|          | Sarcofagi                                                    | manufatti marmorei                              | 1525        | Noto                      |                                                                          | commissione di monumenti funebri per la famiglia Accardo, opere probabilmente distrutte col Terremoto del Val di Noto del 1693. |
|          | Sepolcro                                                     | manufatto marmoreo                              | 1525 circa  | Noto                      | chiesa di Santa Maria del Carmelo                                        | monumento funebre commissionato da Mariano Accardo per la moglie Giovannella di Lorenzo † e il figlio Camillo † caratterizzato dalle figure oranti dei due defunti, le armi delle due famiglie. Opera documentata prima del terremoto del Val di Noto del 1693. |
|          | Crocifisso                                                   | mistura di cartapesta                           | 1529        | Palermo                   |                                                                          | opera commissionata dalla Confraternita dell'Oratorio di Santa Caterina all'Olivella. |
|          | Portale                                                      | manufatto marmoreo                              | 1509        | Palermo                   | Ospedale di Santa Maria l'Accomandata                                    | opera distrutta ma, documentata e commissionata per l'antica chiesa e ospedale di Santa Maria l'Accomandata, area sulla quale sorge l'attuale Casa Professa dei Gesuiti ceduta ai cistercensi con la contigua chiesa di San Niccolò. |
|          | Tribuna                                                      | manufatto marmoreo                              | 1509        | Palermo                   | chiesa di Santa Maria degli Angeli detta «La Gancia»                     | opera esistente fino al 2 aprile 1672 per crollo del cappellone e cappelle contigue. |
|          | Angelo Annunciante e Vergine Annunciata                      | altorilievi marmorei                            | 1509        | Palermo                   | chiesa di Santa Maria degli Angeli detta «La Gancia»                     | opere scampate alla distruzione della "Tribuna". |
|          | Cappella di Santa Maria di Monserrato o Cappella Requesens   | manufatto marmoreo                              | 1521        | Palermo                   | chiesa di Santa Maria degli Angeli detta «La Gancia»                     | monumento funebre della cappella patrocinata dalla famiglia Requesens commissionata da Calcerando Requesens. La moglie donna Laura Requesens nel 1528 morto il marito commissiona il sarcofago simile alla sepoltura di donna Eufemia Requesens presente nello stesso tempio. |
|          | Cappella di Santa Margherita da Cortona o Cappella Requesens | manufatti marmorei                              | 1517        | Palermo                   | chiesa di Santa Maria degli Angeli detta «La Gancia»                     | commissione di monumenti funebri di Berardo di Requesens, opere esistenti fino al 2 aprile 1672 per crollo del cappellone e cappelle contigue. Donna Eufemia Requesens è raffigurata genuflessa dinanzi al simulacro di Santa Margherita da Cortona. |
|          | Pietà                                                        | manufatto di mistura in stucco su base marmorea | 1513        | Palermo                   | basilica della Santissima Trinità del Cancelliere detta «La Magione»     | opera commissionata per la Cappella della Pietà e attribuita per stile al figlio Vincenzo Gagini. Distrutta dai bombardamenti della seconda guerra mondiale, dell'opera sono conservati dei frammenti. |
|          | Santa Barbara                                                | statua marmorea                                 | 1533        | Palermo                   | Chiesa di San Francesco d'Assisi                                         | commissione per monumento funebre del giureconsulto Giangiacomo Cangialosi, esponente della famiglia Cangialosi, recante sullo scanello raffigurazioni di cinque episodi di vita della santa. Opera documentata nella Cappella Cangialosi. Rimossa nel 1730, in mancanza di documentazione certa, la statua è verosimilmente somigliante per descrizione e stile alla raffigurazione presente nella chiesa di San Domenico di Palermo. |